# 하코다테 아침시장

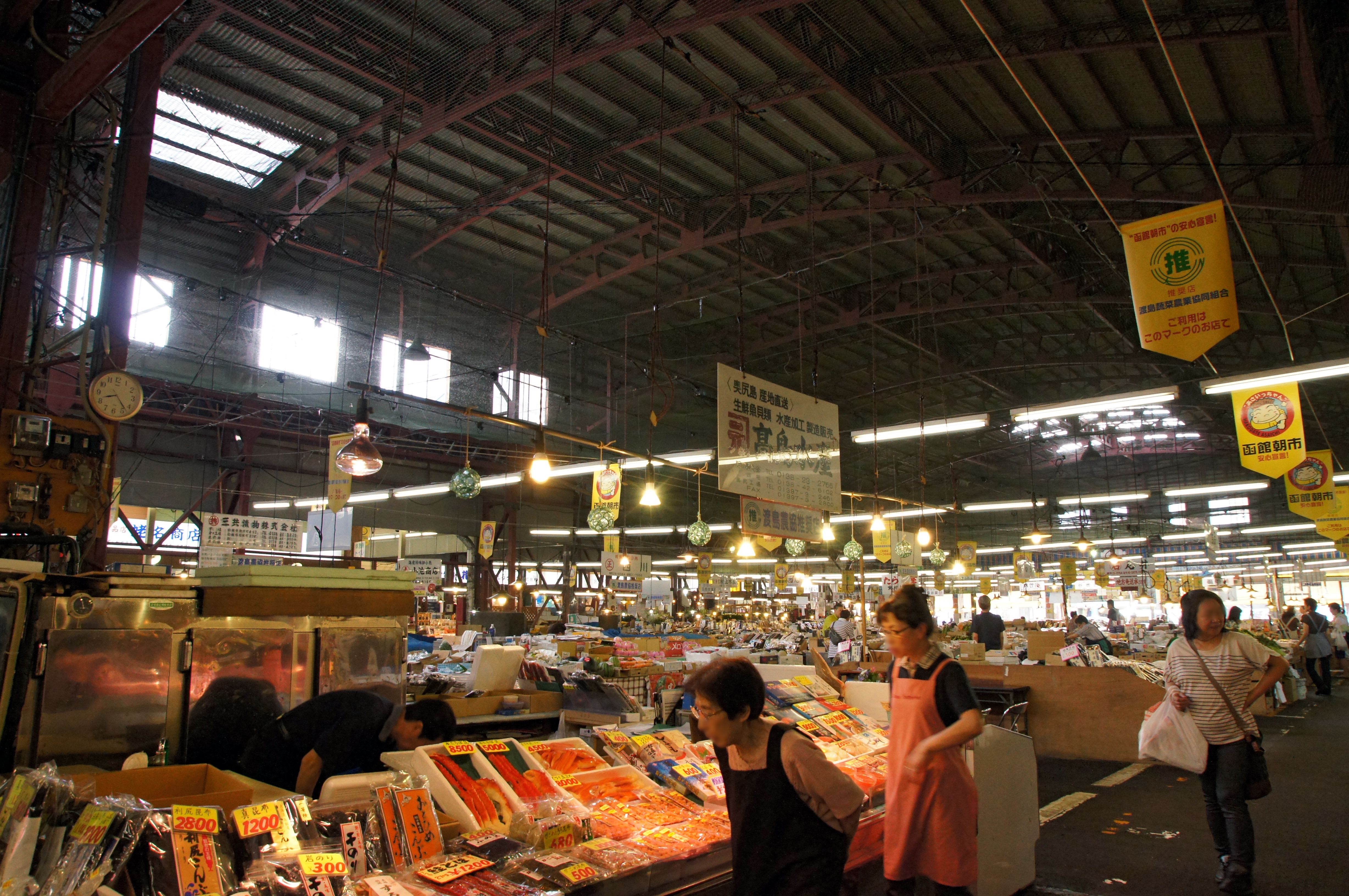
하코다테 아침시장

하코다테 아침시장(函館朝市 하코다테아사이치[*])은 일본 홋카이도 하코다테시에 있는 시장 중 하나이다.

## 역사
1945년 하코다테역 앞에서 농가가 채소를 판매한 것이 시작으로, 이 후 3번 이전하여 현재의 장소가 되었다.
2011년 3월 11일 동일본 대지진에서 지진해일 피해로 인해 대부분의 점포가 재해를 입었으나 4월 1일에는 영업을 재개했다.
2013년 하코다테 아침시장의 중심적인 시설이었던 도지마돔이 노후화에 의해 철거되고, 2014년 4월 12일 새로운 시설인 하코다테 아침시장 히로바가 개업했다.